# Typodryas brunnicollis
Typodryas brunnicollis là một loài bọ cánh cứng trong họ Cerambycidae.